# Duo de glace, duo de feu
Série
La Passion de la glace
(2008)
Pour plus de détails, voir Fiche technique et Distribution.
Duo de glace, duo de feu (The Cutting Edge: Fire & Ice) est un téléfilm américain réalisé par Stephen Herek, et diffusé le 14 mars 2010 sur ABC Family.

## Synopsis
Après avoir voulu arrêter sa carrière de patineuse artistique, Alexandra Delgado se retrouve à patiner en couple avec la star locale et arrogante du patinage de course James McKinsey. Cette collaboration va se trouver houleuse.

## Fiche technique
- Titre original : The Cutting Edge: Fire & Ice
- Réalisation : Stephen Herek
- Scénario : Holly Brix
- Photographie : Pierre Jodoin
- Musique : Bennett Salvay
- Durée : 115 minutes
- Pays :  États-Unis

## Distribution
- Francia Raisa (VF : Marie Tirmont) : Alexandra « Alex » Delgado
- Brendan Fehr (VF : Didier Cherbuy) : James McKinsey
- Russell Yuen (VF : Jean-Philippe Puymartin) : Mr. Wan
- Zenhu Han : Zhen Zheng
- Stephen Amell (VF : Axel Kiener) : Philip Seaver
- Marcella Pizarro (VF : Brigitte Virtudes) : la mère d'Alex
- Dan Jeannotte : Angus Dwell
- Simon Shnapir (VF : Cédric Barbereau) : Ron Richardson
- Anthony Lemke : James Agent

 Source et légende : version française (VF) sur RS Doublage